# Maurice Van Ranst
Maurice Van Ranst was een Belgisch ruiter.

## Levensloop
Van Ranst nam deel aan het voltige-onderdeel tijdens de Olympische Zomerspelen 1920. Met zijn teamgenoten Daniël Bouckaert en Louis Finet won hij de gouden medaille in de landenwedstrijd, individueel eindigde hij als vierde.

## Palmares
- Olympische Zomerspelen 1920 in Antwerpen  voltige team
- Olympische Zomerspelen 1920 in Antwerpen vierde voltige